# إدير دي اسيس
إيدير أليكسو دي أسيس ، من مواليد 25 مايو 1957 في فيسباسيانو في البرازيل، لاعب كرة قدم برازيلي سابق.
، لقب بالمدفعجي جناح أيسر ومهاجم لمنتخب البرازيل الذهبي 1982 بكاس العالم بأسبانيا لكرة القدم ،لعب لأتلتيكو منيرو البرازيلي، يمتاز بقوة رجله اليسرى وراجمة صواريخ لا ترحم المرمى، وهدفه بحارس منتخب الاتحاد السوفياتي، سجل من أجمل اهداف كاس العالم 1982 خصوصا انه بالحارس الشهير رينات داساييف حارس منتخب السوفييت، كقذيفة من خارج منطقة الجزاء لم يفعل لها الحارس شيء الإ ان يتفرج عليها.

## مع السامبا
السامبا لقب منتخب البرازيل لكرة القدم، انضم إدير للمنتخب عام 1979 بعد مونديال 1978 بالأرجنتين’ لعب 52 مباراة مع السامبا حتى عام 1986.

## مونديال إسبانيا 1982
في مونديال إسبانيا كان هناك منتخب مرعب للاوربيين في قارتهم ومرشح أول للبطولة، انه برازيل المدرب الشهير تيلي سنتانا فقد جمع المدرب امهر لاعبي الأرض ذاك الوقت من أمثال سقراط أو سقراطيس وزيكو وجونيور وإدير وسيريزو وفالكاو، انطلقت البرازيل بالانتصارات المتتالية والمرعبة والبداية من منتخب روسيا وأنتصر البرازيل ب 2 - 1 بهدفي سقراط وإدير، ثم الفوز على اسكتلندا برباعية سجل ادير الهدف الرابع. ومثلها بمنتخب نيوزيلندا، وانتقل للدور الثاني بالعلامة الكاملة ليلاقي منتخبات الأرجنتين وإيطاليا، فتفوق على بطل كاس العالم السابق منتخب الأرجنتين لكرة القدم ب3 - 1 وكانت قذيفة إدير المرعبة بداية المباراة هي السبب بالفوز الكاسح، لكن منتخب الأزوري الإيطالي صاحب الدفاع الأقوى بالعالم، اخرج امتع منتخب على وجه الأرض بالفوز 3 - 2 ويخرج البرازيل بعد أن كان المرشح الأكثر حظاً.علما ان ادير تم ابعاده عن منتخب 1986 بسبب دفعه لصبي أراد أخذ الكورة من امامه في مناورة لمنتخب السامبا.

## روابط خارجية
- إدير دي اسيس على موقع الاتحاد الدولي (مؤرشف)  (الإنجليزية)
- إدير دي اسيس على موقع قاعدة بيانات كرة القدم.إي يو (الإنجليزية)
- إدير دي اسيس على موقع ناشيونال فوتبول تيمز (الإنجليزية)